# لويجي أغنولين
لويجي أغنولين (21 مارس 1943 - 29 سبتمبر 2018) هو حكم كرة القدم إيطالي. حكم أربع مباريات في كأس العالم واحدة في عام 1986  وثلاث في عام 1990.  كما حكم في نهائي كأس أوروبا 1988 بين ايندهوفن و بنفيكا. 

## روابط خارجية
- لويجي أغنولين على موقع Soccerway.com (الإنجليزية)